# Musa Kart
Musa Kart (Yeniceoba, provincia de Konya, 1954) es un caricaturista y periodista turco. Trabajó para el periódico Cumhuriyet, entre otros, donde ha publicado una caricatura diaria desde 1994.
En octubre de 2016, Musa Kart, junto con otros periodistas y empleados de Cumhuriyet, fue detenido bajo sospecha de haber apoyado a la organización terrorista Partido de los Trabajadores de Kurdistán (PKK) y al movimiento de Gülen desde el periódico.
El 28 de julio de 2017, cinco días después del inicio del juicio contra 17 empleados de Cumhuriyet, Kart y otros seis empleados del mismo medio fueron liberados inicialmente después de haber permanecido en prisión más de nueve meses, pero en abril de 2018 fueron condenados a tres años y nueve meses de prisión.

## Biografía
Musa Kart se formó como ingeniero en Ankara, pero dejó su profesión en 1983 para trabajar como dibujante. Publicó por primera vez un dibujo en 1974 cuando todavía permanecía en la universidad. Ha publicado sus caricaturas en medios como Milliyet, Güneş, Günaydın, Cumhuriyet y la revista Nokta. Desde 1994 una caricatura diaria de Kart apareció en una columna permanente de Cumhuriyet. Desde 1993 es miembro del consejo de redacción del mismo diario.
Kart tuvo en 2014 su primer conflicto con el primer ministro turco entonces, Recep Tayyip Erdoğan, al representarlo en una caricatura como un gato, por lo que fue procesado en la Corte Suprema de la República de Turquía, aunque salió absuelto. También en 2014 fue acusado de calumniar e insultar a Erdogan con una caricatura sobre el escándalo de corrupción en Turquía en 2013, por lo que fue acusado con una petición de pena de prisión de hasta nueve años; sin embargo, la acusación se retiró ante el tribunal competente el primer día del juicio.
En octubre de 2016, como parte de las medidas adoptadas tras el intento de golpe de Estado en julio, la policía y la fiscalía tomaron medidas contra el periódico Cumhuriyet y detuvieron a doce empleados, entre ellos a Musa Kart y a su redactor jefe, Murat Sabuncu. La acusación se fundamento en que desde su trabajo como caricaturista Kart, y como redactor Sabuncu, habían apoyado a la organización terrorista Partido de los Trabajadores de Kurdistán y al movimiento de Gülen, al que se acusa de ser el responsable del fallido golpe de Estado.
En prisión preventiva, compartió celda con el periodista Kadri Gürsel y el publicista Turhan Günay, que también trabajaban para Cumhuriyet. La acusación formal se presentó en abril de 2017. El juicio de Kart y otros 16 trabajadores de Cumhuriyet comenzó el 23 de julio de ese año. Cinco días después de empezar el juicio, Kart fue puesto en libertad tras 271 días de prisión, y continuó el juicio. El 25 de abril de 2018, un año más tarde, fue condenado por el tribunal a tres años y nueve meses de prisión por haber apoyado acciones terroristas, aunque la sentencia no era definitiva y fue recurrida.
En mayo de 2018 Kart fue galardonado con el Premio Internacional de Viñeta de Prensa, entregado por la Fundación Caricaturas por la Paz, con un jurado formado por los caricaturistas Jean Plantureux y Patrick Chappatte, y por el director ejecutivo de Human Rights Watch.